# Szilágyi Loránd (történész)
Szilágyi Loránd (Hajdúnánás, 1908. augusztus 24. – Budapest, 1974. május 28.) magyar történész, levéltáros, egyetemi tanár, a Magyar Tudományos Akadémia levelező tagja, a történelemtudományok kandidátusa.

## Élete
Szilágyi Loránd 1908-ban született Hajdúnánáson, Szilágyi Dezső és Kopácsy Mária fiaként. 1930-ban a budapesti tudományegyetemen szerzett bölcsészdoktori diplomát az Eötvös Collegium tagjaként, majd a Bécsi Magyar Történeti Intézet ösztöndíjasaként Bécsben tanult és kutatott. 1932 és 1940 között a Magyar Nemzeti Múzeum Levéltára, illetve a Magyar Országos Levéltár levéltári tisztje volt. 1939-ben magántanári képesítést szerzett, és 1951-ig a Pázmány Péter Tudományegyetemen, illetve az ELTE BTK-n az oklevéltan és kormányzattörténet magántanára volt, 1940 és 1944 között pedig a kolozsvári Ferenc József Tudományegyetemen a történelem segédtudományainak nyilvános rendkívüli tanáraként is dolgozott. 1941-ben a Magyar Tudományos Akadémia levelező, 1949-ben tanácskozó tagja lett. 1951-től 1969-ig az ELTE BTK Történelem Segédtudományai Tanszékének egyetemi tanára volt. 1952-ben a történelemtudományok kandidátusa lett.
Kutatási területe a középkori és kora újkori művelődés-, kormányzat- és igazgatástörténet, illetve az írástörténet volt, valamint összehasonlító írástörténettel, a középkori magyar adminisztráció, a magyar törvénykezés és a törvények történetével foglalkozott. Nevéhez fűződik az Anonymus-kérdés általánosan elfogadott megoldása, mely szerint a névtelen szerző III. Béla jegyzője volt, és Anonymust Péter esztergomi préposttal azonosította. Mátyás Flórián kutatásai nyomán elindulva megállapította, hogy a Gesta Hungarorum 1196 és 1203 között keletkezhetett.
Felesége Weinpolter Ilona Erzsébet volt, három gyermekük született. 1974-ben hunyt el Budapesten, a rákoskeresztúri Új köztemetőben nyugszik. A Magyar Tudományos Akadémia 1989-ben visszaállította levelező tagságát.

## Főbb művei
- A magyar királyi kancellária szerepe az államkormányzatban 1458–1526 (Bp., 1930)
- Az Anonymus-kérdés revíziója (Századok, 1937. 1–2. sz.)
- Összehasonlító írástörténet (Századok, 1943)
- P. Magister és módszere (Magyar Nyelv, 1947. 2., 3., 4. sz.)
- Bevezetés a történelem forrásaiba (egyetemi jegyzet, Bp., 1951)
- Forrástanulmányok (egyetemi jegyzet, Bp., 1950)